# Bni Harchen
Bni Harchen (àrab بني حرشن) és una comuna rural de la província de Tetuan de la regió de Tànger-Tetuan-Al Hoceima. Segons el cens de 2014 tenia una població total de 6.953 persones.